# بهمن آباد (قلعة خواجة)
بهمن آباد (بالفارسية: بهمن‌آباد) هي منطقة سكنية تقع في إيران في قسم قلعة خواجة الريفي. يقدر عدد سكانها بـ 329 نسمة .